# Hyphoraia defasciata
Hyphoraia defasciata là một loài bướm đêm thuộc phân họ Arctiinae, họ Erebidae.